# Pognana Lario
Pognana Lario (Pugnana in dialetto comasco, AFI: /puˈɲana/) è un comune italiano di 663 abitanti della provincia di Como in Lombardia.
Il comune di Pognana Lario fa parte della Comunità Montana Triangolo Lariano.

## Geografia fisica
Il territorio comunale si estende dalle rive del Lario ai 1417 m s.l.m. del monte Preaola ed è diviso a metà dal vallone di Rovasco.

## Origini del nome
Il suo nome deriva dal nome latino di persona Apponius, con l'aggiunta del suffisso -anus. La specifica si riferisce alla denominazione dotta del lago di Como.

## Storia
Alcune tombe a inumazione riportate alla luce a Pognana testimoniano che il territorio fosse già abitato in epoca romana.
In età medievale Pognana costituiva un borgo fortificato. L'antico borgo si trovava nella località oggi detta Castello, situata a valle del piazzale di Canzaga. 
Durante il Ducato di Milano, il comune di Pognana fece parte della pieve di Nesso, feudo di Lucrezia Crivelli dal 1497 e della famiglia Casnedi dal 1647 fino al 1787, anno della morte dell'ultimo erede maschio che determino il ritorno del feudo tra le disponibilità della Regia Camera del Ducato.
Già nel primo quarto del XVI secolo Pognana formava un unico comune con la località di Quarzano, la quale risultava formare un'entità comunale a sé stante già nel 1335. Nel 1751 l'unione amministrativa risultò comprendere anche Canzaga. Nello stesso anno, il territorio comunale comprendeva anche il cassinaggio di Rippa.
Un decreto di riorganizzazione amministrativa del Regno d'Italia napoleonico datato 1807 sancì, per il comune di Pognana, l'annessione di Lemna e Palanzo. La decisione fu tuttavia cancellata dalla Restaurazione.

### Simboli
Lo stemma e il gonfalone sono stati concessi con decreto del presidente della Repubblica il 9 agosto 1978.
Il sole è un'allusione all'ottimo clima di cui gode la zona; il gallo ricorda gli allevamenti di polli diffusi nel comprensorio comunale; lo specchio d'acqua nella parte inferiore è ovviamente il lago di Como su cui si affaccia il paese.
Il gonfalone è un drappo partito di giallo e di rosso.

## Monumenti e luoghi d'interesse
- La Chiesa della Santissima Trinità[4], con dignità parrocchiale[12] risale al XVIII secolo[13]. Internamente, conserva oggetti liturgici risalenti al Seicento[5], oltre a una serie di opere donate da una locale famiglia di commercianti emigrati a Günzburg.

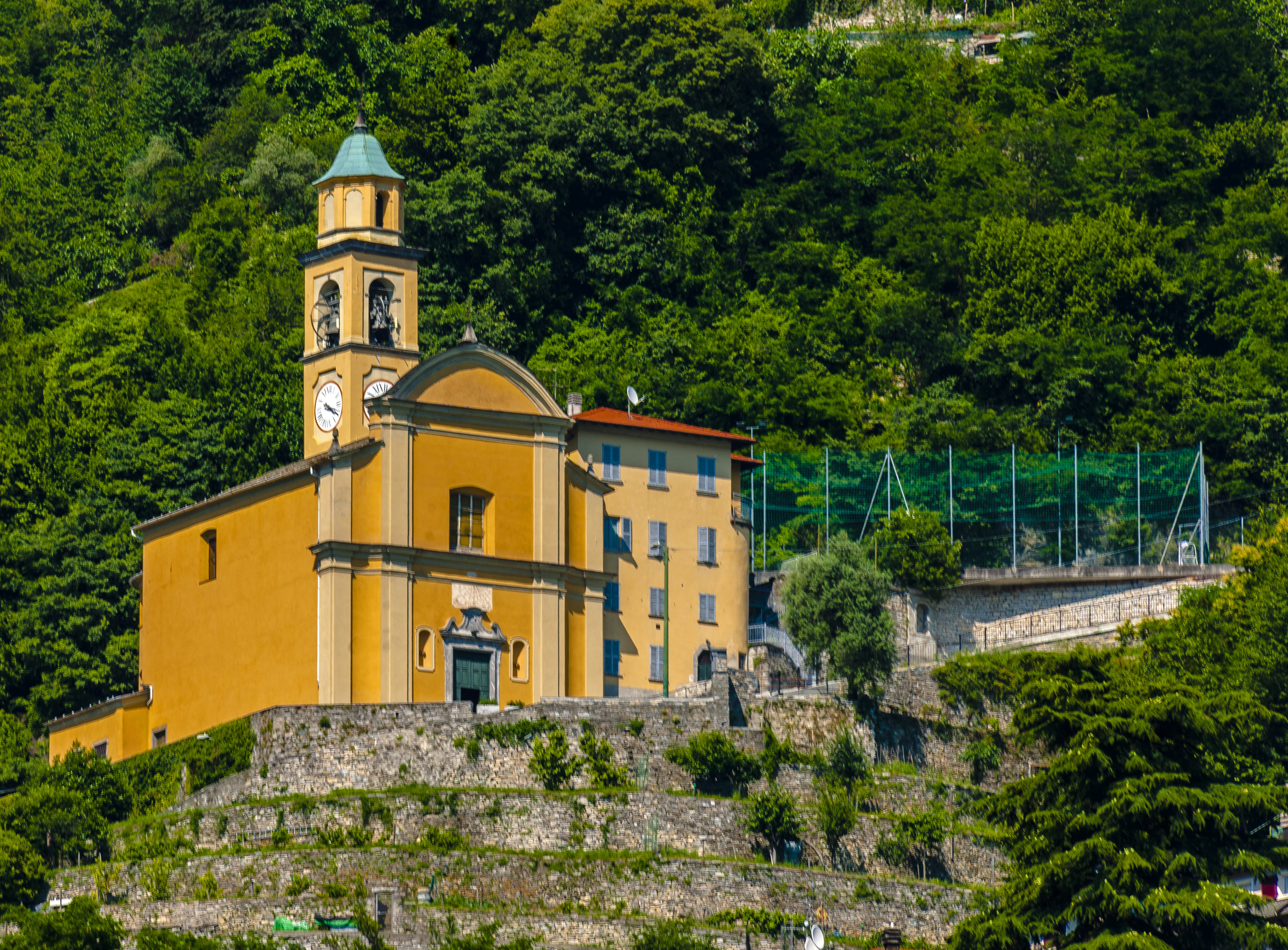
La chiesa parrocchiale

- Resti delle fortificazioni medievali, tra cui, nella parte bassa del paese, un sottopassaggio dotato di barbacani.[4]
- "Castello" (XVIII sec.), dimora settecentesca situata nei pressi della chiesa della Santissima Trinità.[5]
- "Buco di Premen", fessura nella roccia che mette in comunicazione con la Valassina la mulattiera verso la Colma della Guardia[4].

### In località Rovasco

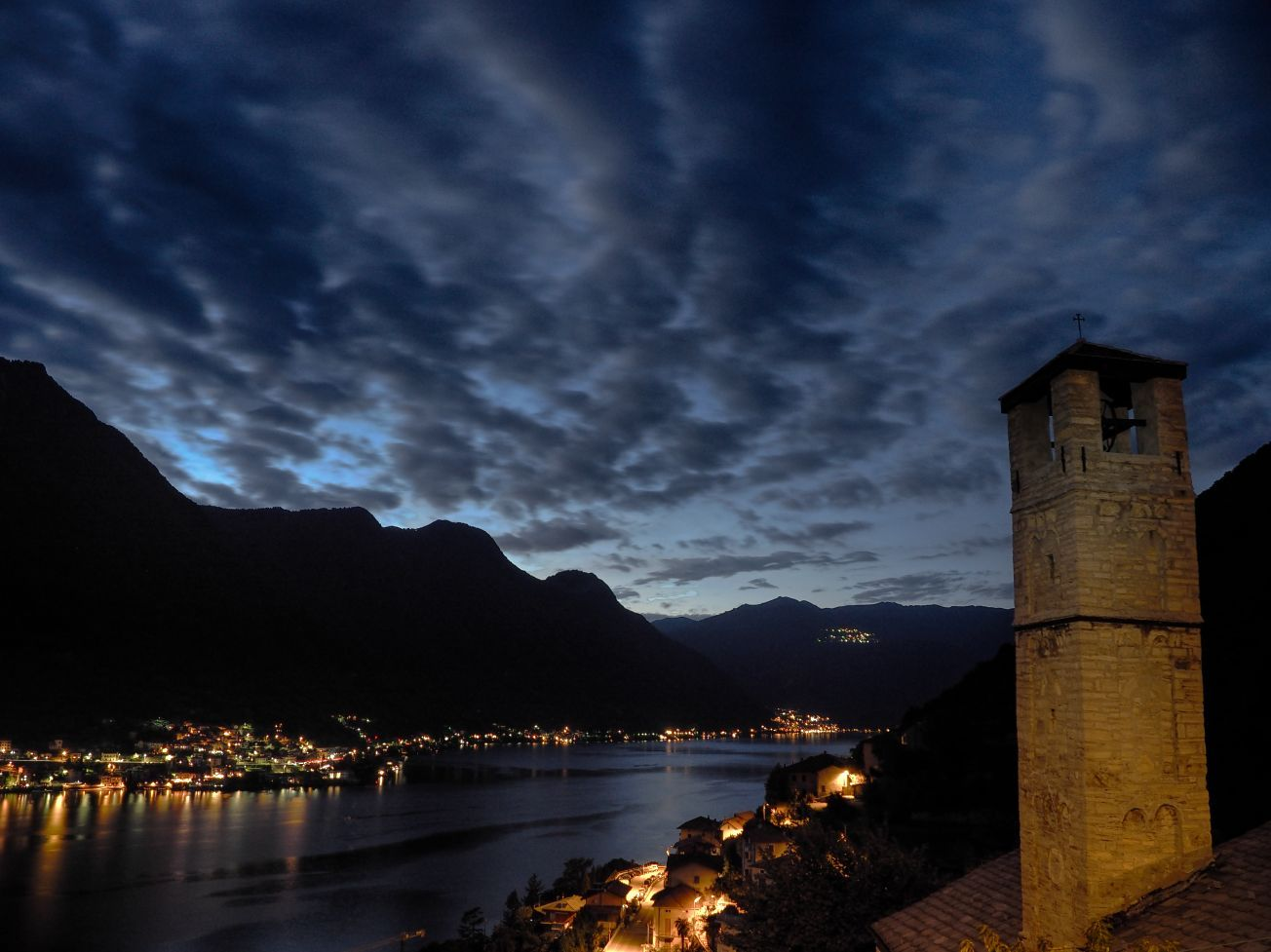
Campanile di San Miro

La Chiesa di San Miro, risalente al XII-XIII secolo, nella seconda metà del Quattrocento fu oggetto di importanti ristrutturazioni che comportarono un ampliamento della struttura, grazie a una modifica della pianta e a un innalzamento del soffitto. Esternamente, si presenta con una facciata a capanna. Sul fianco destro si innesta un campanile, mentre il sinistro è decorato da affreschi protoromanici che raffigurano un Santo frate e un San Cristoforo con due angeli. Un San Cristoforo affrescato si trova anche all'interno della chiesa, ove si conserva altresì un affresco raffigurante una Madonna col Bambino. All'interno è inoltre visibile un arco in stile romanico. La particolare dedicazione lascia supporre a un passaggio da parte di san Miro durante il suo pellegrinaggio da Canzo a Sorico. 

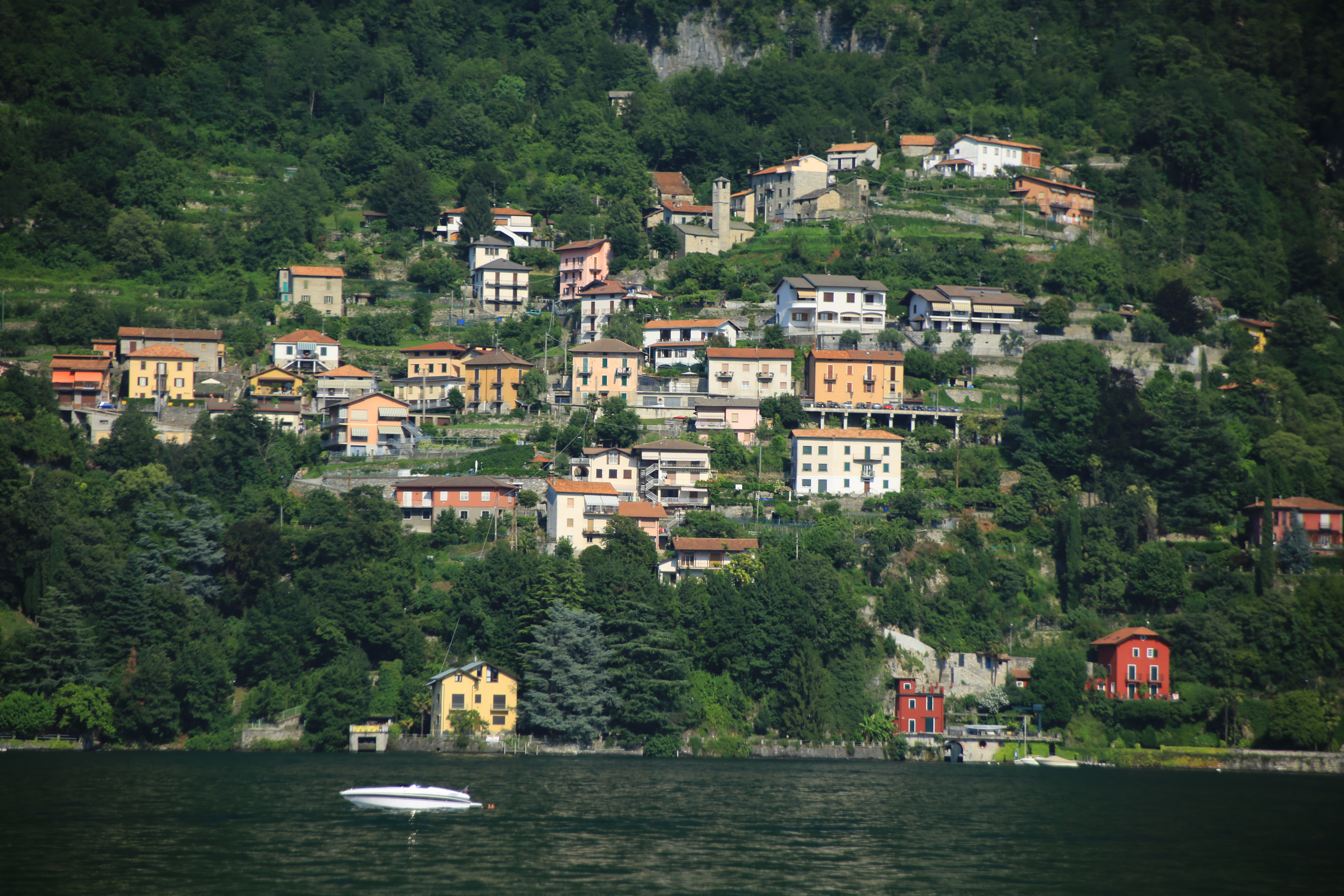
Veduta di Rovasco. In centro, spicca la chiesa di San Miro

### In località Canzaga

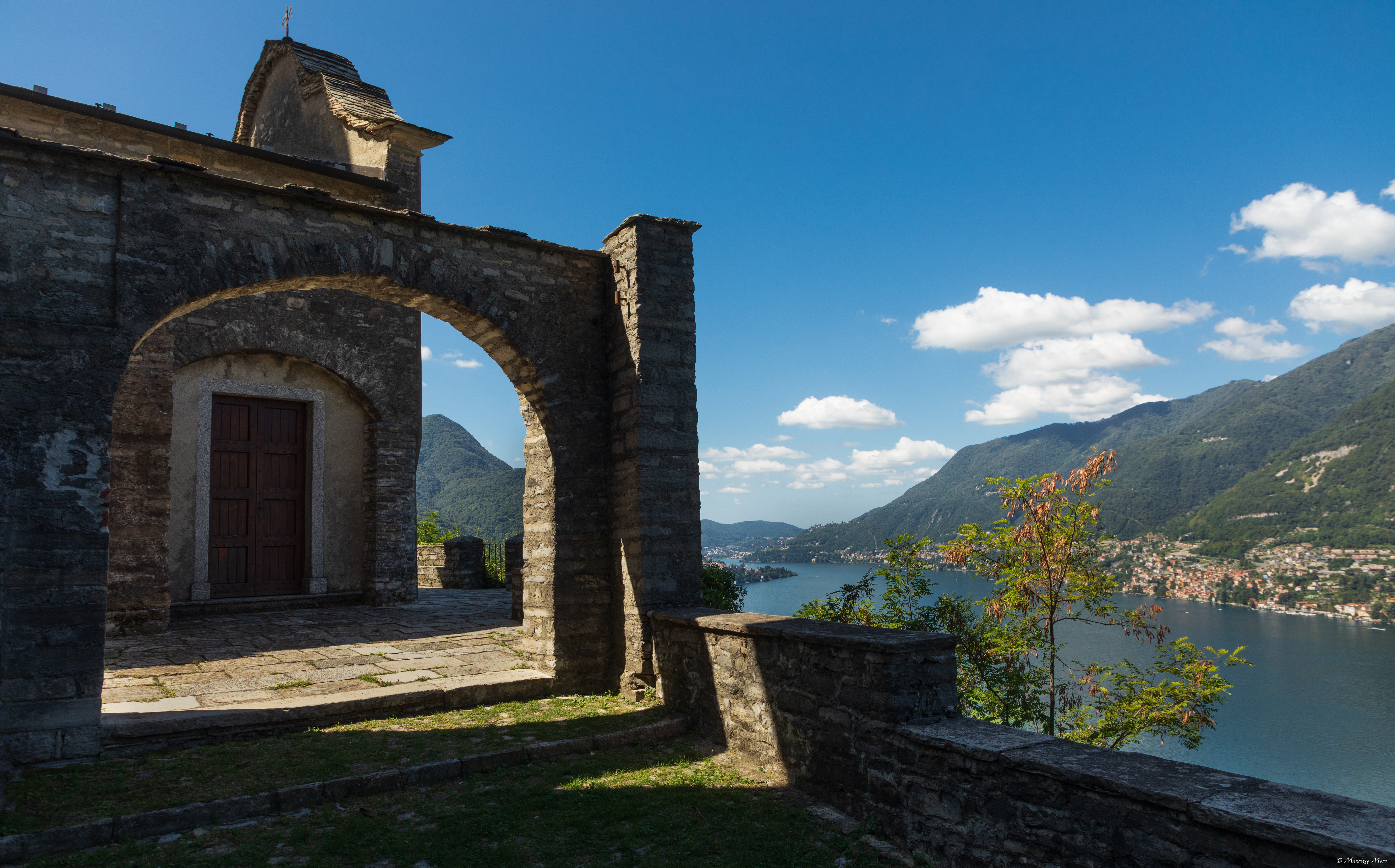
Chiesa di San Rocco

- Chiesa di San Rocco[17], risalente al XII[5]-XIII secolo[13], originariamente dedicata alla Santissima Trinità[18]. La chiesa, che in passato espletò le funzioni di parrocchiale di Pognana, ospita affreschi primocinquecenteschi raffiguranti Dio, gli Evangelisti, i quattro principali Dottori della Chiesa e otto profeti.[18] Altri affreschi raffigurano la Madonna col Bambino e la Trinità.[5] Tutti gli affreschi, che in parte risalgono al XII secolo,[5] furono restaurati nel 1987.[18] Veduta di Pognana. In alto a destra: Canzaga e la Chiesa di San Rocco

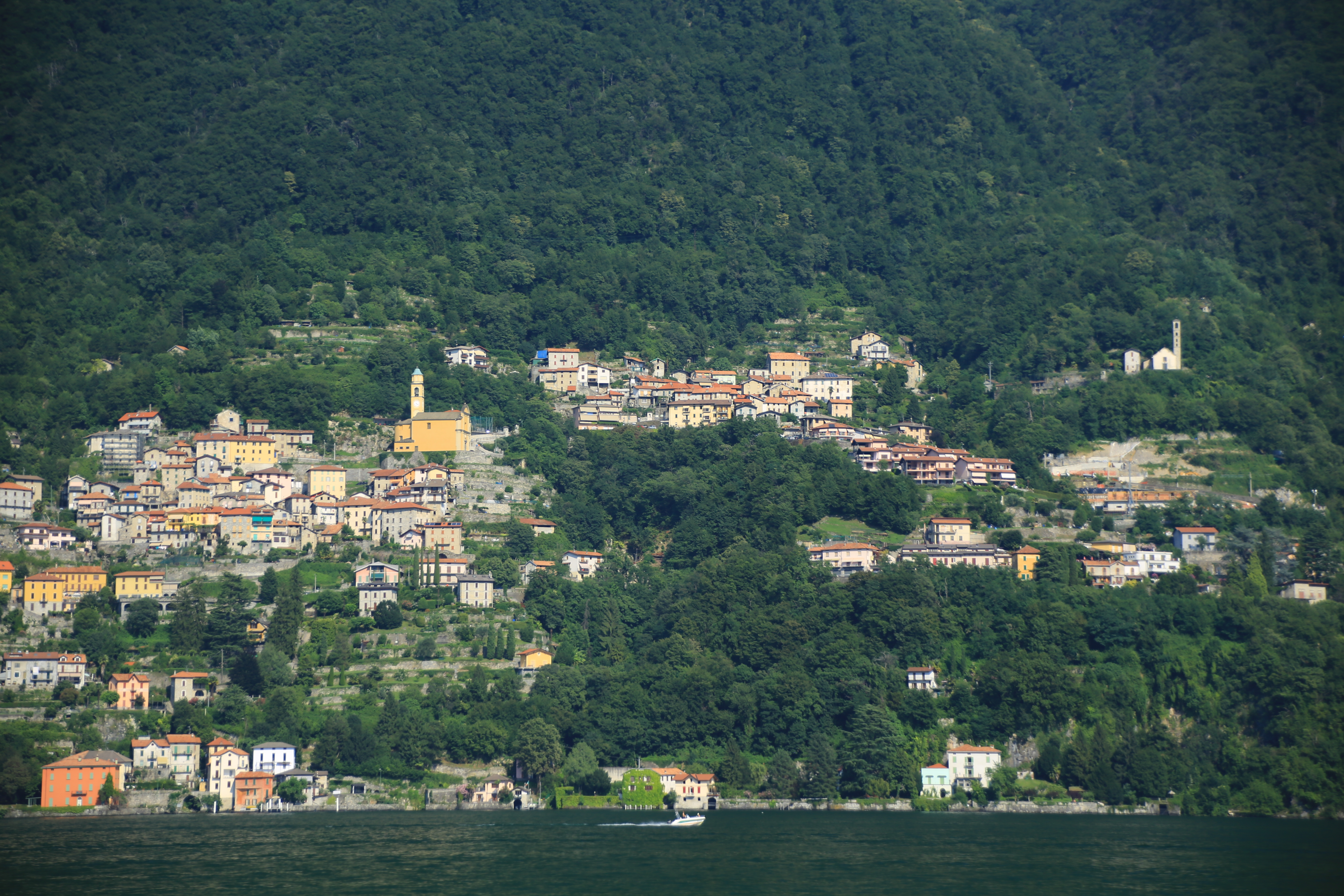
Veduta di Pognana. In alto a destra: Canzaga e la Chiesa di San Rocco

- Edifici risalenti al XVII-XVIII secolo.[5]

## Società

### Evoluzione demografica

#### Demografia pre-unitaria
- 1751: 420 abitanti[6]
- 1771: 389 abitanti[8]
- 1799: 400 abitanti[9]
- 1805: 405 abitanti[9]
- 1809: 996 abitanti (dopo l'annessione di Lemna e Palanzo)[9]
- 1853: 425 abitanti[19]

#### Demografia post-unitaria
Abitanti censiti

### Annotazioni
1. ↑  Per il dialetto comasco, si utilizza l'ortografia ticinese, introdotta a partire dal 1969 dall'associazione culturale Famiglia Comasca nei vocabolari, nei documenti e nella produzione letteraria.

### Fonti
1. 1 2   Bilancio demografico mensile anno 2025 (dati provvisori), su demo.istat.it, ISTAT.
2. ↑   Classificazione sismica (XLS), su rischi.protezionecivile.gov.it.
3. ↑   Tabella dei gradi/giorno dei Comuni italiani raggruppati per Regione e Provincia (PDF), in Legge 26 agosto 1993, n. 412, allegato A, Agenzia nazionale per le nuove tecnologie, l'energia e lo sviluppo economico sostenibile, 1º marzo 2011,  p. 151. URL consultato il 25 aprile 2012 (archiviato dall'url originale il 1º gennaio 2017).
4. 1 2 3 4 5 6 7  Borghese, p. 369.
5. 1 2 3 4 5 6 7 8  TCI, Guida d'Italia [...], p. 307.
6. 1 2 3 4 5   Comune di Quarzano, sec. XIV - 1757, su Istituzioni storiche – Lombardia Beni Culturali. URL consultato l'11 maggio 2020.
7. 1 2 3   Comune di Pognana, sec. XVIII - 1757, su Istituzioni storiche – Lombardia Beni Culturali. URL consultato l'11 maggio 2020.
8. 1 2   Comune di Pognana, 1757 - 1797, su Istituzioni storiche – Lombardia Beni Culturali. URL consultato l'11 maggio 2020.
9. 1 2 3 4   Comune di Pognana, 1798 - 1815, su Istituzioni storiche – Lombardia Beni Culturali. URL consultato l'11 maggio 2020.
10. ↑   Comune di Palanzo, 1816 - 1859, su Istituzioni storiche – Lombardia Beni Culturali. URL consultato l'11 maggio 2020.
11. ↑   Comune di Lemna, 1816 - 1859, su Istituzioni storiche – Lombardia Beni Culturali. URL consultato l'11 maggio 2020.
12. ↑   Chiesa Parrocchiale - complesso, Via Canzaga - Pognana Lario (CO) – Architetture – Lombardia Beni Culturali, su lombardiabeniculturali.it. URL consultato il 22 marzo 2020.
13. 1 2 3   Comune di Pognana Lario, su comune.pognanalario.co.it. URL consultato il 25 marzo 2020.
14. ↑   Chiesa di S. Miro - complesso, Via ai Monti - Pognana Lario (CO) – Architetture – Lombardia Beni Culturali, su lombardiabeniculturali.it. URL consultato il 22 marzo 2020.
15. 1 2 3 4   RomaniCOMO, su romanicomo.it. URL consultato il 22 marzo 2020.
16. ↑  Bartolini, p. 189.
17. ↑   Chiesa di S. Rocco - complesso, Via Canzaga - Pognana Lario (CO) – Architetture – Lombardia Beni Culturali, su lombardiabeniculturali.it. URL consultato il 22 marzo 2020.
18. 1 2 3  Zastrow, p. 73.
19. ↑   Comune di Pognana, 1816 - 1859 – Istituzioni storiche – Lombardia Beni Culturali, su lombardiabeniculturali.it. URL consultato l'11 maggio 2020.
20. ↑  Dati tratti da:
  -  Popolazione residente dei comuni. Censimenti dal 1861 al 1991 (PDF), su ebiblio.istat.it, ISTAT.
  -  Popolazione residente per territorio – serie storica, su esploradati.censimentopopolazione.istat.it.
Nota bene: il dato del 2021 si riferisce al dato del censimento permanente al 31 dicembre di quell'anno.